# Pedro de Castro Figueroa y Salazar

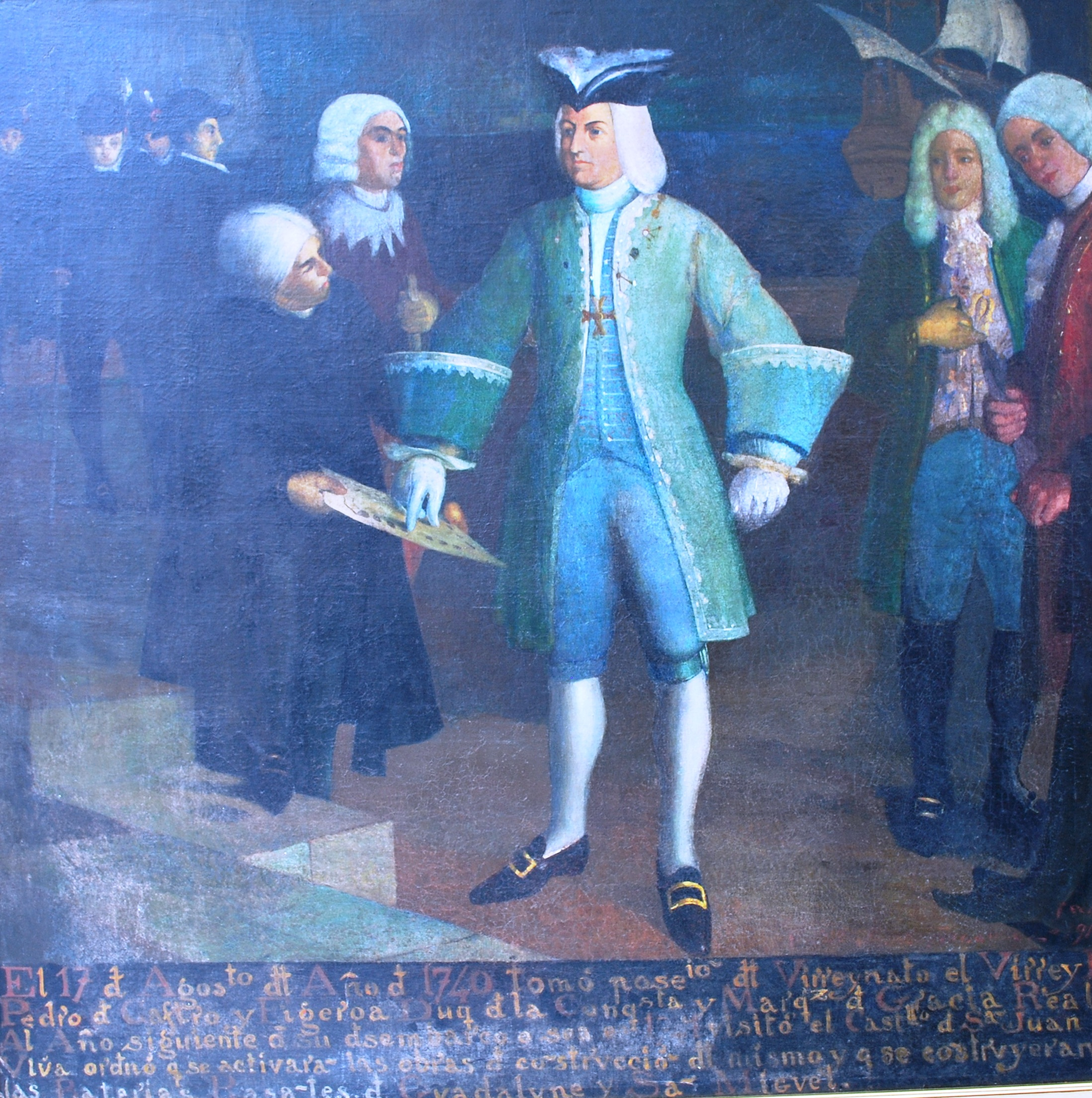
Pedro de Castro ordenando la construcción del fuerte de San Juan de Ulúa en Veracruz.

Pedro de Castro y Figueroa y Salazar, I duque de la Conquista y I marqués de Gracia Real (San Julián de Cela, 8 de diciembre de 1678 - México, 22 de agosto de 1741) fue un militar español, presidente del reino de Sicilia entre 1735-37 y virrey de Nueva España entre el 17 de agosto de 1740 y el 22 de agosto de 1741.